# José Reis
Pour le footballeur portugais, voir José Reis (football).
Pour les articles homonymes, voir Reis.
José Reis (Rio de Janeiro, 12 juin 1907 - São Paulo, 16 mai 2002) est un scientifique, un journaliste spécialisé dans la diffusion de la science, un éditeur et un écrivain brésilien. Il est l'un des fondateurs de la Société brésilienne pour le progrès de la science (en) (SBPC). Il est considéré comme le pionnier de la diffusion scientifique au Brésil.

## Biographie
Onzième enfant d'une famille de treize enfants, il étudie au Collège Pedro II de Rio de Janeiro, où il reçoit des prix comme l'un des meilleurs élèves. En 1925, il rejoint l'École nationale de médecine, où il est diplômé en 1930. Il fait également le cours de pathologie de l'Institut Oswald-Cruz, y obtenant la médaille d'or de meilleur étudiant. Il s'est spécialisé dans le domaine de la virologie.
Il est invité et accepte de se déplacer à São Paulo dans les années 1930 pour travailler en tant que bactériologiste à l'Institut de biologie, un centre de recherche appliqué du gouvernement de l'État,.
En 1947, José Reis commence une carrière en parallèle en tant que journaliste et écrivain, avec une colonne de publication scientifique dans le journal Folha de S.Paulo, qu'il rédige pendant 50 ans, jusque peu avant sa mort. Cette colonne est distribuée par de nombreux autres journaux du pays,,,.
Il est l'un des fondateurs de la Société brésilienne pour le progrès de la science (SBPC), en 1949, avec d'autres personnalités scientifiques,.
Il reçoit de nombreux prix au cours de sa vie, comme le Prix Kalinga et l'Ordre national du mérite scientifique. Il donne son nom au Prix José Reis de diffusion scientifique et technologique, établi par le Conseil national de développement scientifique et technologique en 1978. Son nom apparaît aussi sur le Núcleo José Reis de Divulgação Científica, de l'Université de São Paulo.
Il meurt en 2002 à 94 ans.